# Abasolo, Guanajuato
Abasolo är en kommunhuvudort i Mexiko.   Den ligger i kommunen Abasolo och delstaten Guanajuato, i den centrala delen av landet, 270 km väster om huvudstaden Mexico City. Abasolo ligger 1 712 meter över havet och antalet invånare är 25 821.
Terrängen runt Abasolo är platt åt nordväst, men åt sydost är den kuperad. Runt Abasolo är det ganska tätbefolkat, med 160 invånare per kvadratkilometer. Abasolo är det största samhället i trakten. Trakten runt Abasolo består till största delen av jordbruksmark.